# Da Chu
Da Chu (  en chino : 大 楚 , literalmente: Gran Chu) fue una dinastía china efímera establecida en 1127 gobernada por Zhang Bangchang (張邦昌; 1081-1127), un emperador títere entronizado con el apoyo de la  dinastía Jurchen Jin. La dinastía fue abolida apenas un mes después de su formación.
En 1127, Jurchens había conquistado el norte de China en las guerras Jin-Song y había capturado la capital de Kaifeng en el «incidente de Jingkang», pero carecían de recursos para administrar los territorios recién adquiridos. En lugar de anexionarlo directamente, formaron el  estado tampón de  Chu en 1127. Zhang, un ex primer ministro de la dinastía Song, fue nombrado emperador de la nueva dinastía. Se negó a usar la vestimenta formal del emperador fuera de sus encuentros con funcionarios de Jin. La oferta de entronización era demasiado atractiva para que Zhang resistiera pero tenía reservas sobre su nuevo papel. Jiankang, el moderno Nanjing, se convirtió en la capital de Chu. El apoyo de la emperatriz viuda Yuanyou, que fue despedida como emperatriz por su ex cónyuge emperador Zhezong, se alistó para reforzar la legitimidad del gobierno títere.
Mientras tanto, un príncipe Song había escapado de la captura de Kaifeng. Fue entronizado como el emperador Gaozong de Song. La dinastía terminó cuando Zhang aceptó reconocer al emperador Gaozong como el nuevo gobernante de la revivida Song del Sur. Zhang se sometió a Gaozong, pero fue sentenciado a muerte al ser forzado a suicidarse. Gaozong ordenó la ejecución bajo la presión de Li Gang, su consejero jefe, que se oponía a la reconciliación diplomática con los Jin y quería que Zhang fuera ejecutado por colaborar con el gobierno de Jurchen.
La eliminación de Zhang y el estado de amortiguamiento Chu infringió el tratado que Jin y Song habían negociado. Jin reanudó poco después su guerra con los Song. La invasión se vio obstaculizada por la insurgencia conservadora de los leales a Song en el norte de China.